# Székelyhidi Zsolt
Székelyhidi Zsolt (Debrecen, 1973. október 11. –) magyar költő, író, fotográfus, zeneszerző, zenész.

## Életpályája
Szülei: Székelyhidi József és Szalóki Anna. 1993–1998 között a miskolci Új Bekezdés Irodalmi Alkotócsoport tagja, azóta publikálja írásait. 
1995–1998 között az Időjelek című időszakos folyóirat szerkesztője, majd a Titanic alkotócsoporttal lépett fel. Tanulmányait a Miskolci Bölcsész Egyesület Nagy Lajos Király Magánegyetemén magyar nyelv és irodalom szakon, majd a József Attila Tudományegyetem média-kommunikáció szakon végezte. 
1999-ben Kiss-Stefán Mónikával megalapítják a Chautauqua zenekart, amivel 2014-ig saját dalaikkal koncerteztek. A Chautauqua egyetlen lemeze, az Of Your Eyes 2003-ban jelent meg. 2005 óta soundZcapa név alatt experimentális zenéket készít. 2006–2012 közt a Schlafwagen és a SepoQ zenekarok tagja. 
2020-tól a Corvina Kiadó műszaki vezetője. 2021–2022 között a kultura.hu portál képszerkesztője. 
2007–2019 között a Spanyolnátha szerkesztője, 2011–2019. közt főszerkesztő-helyettese. 
2006-2008 között a JAK-füzetek, majd azóta a Prae irodalmi folyóirat tördelője. 2007-2008 között a Parnasszus online szerkesztője. 2008–2010 között Susanna Laknerral multimediális kísérleteket készít. SPN Krú név alatt 2008-tól Berka Attilával együtt zenés költészeti performanszokat, akciókat csinál. 2011-től 2013-ig a vakszöveg.hu irodalmi és fotóblogot vezette Zolkóval. 
Űrbe! című kötete 2013-ban digitális verzióban is megjelent a Spanyolnátha művészeti folyóirat aloldalaként (http://urbe.spanyolnatha.hu Archiválva 2013. december 15-i dátummal a Wayback Machine-ben, tervezte Barbély Virág), 2014. január 22-én pedig Miskolcon a Tízeset című Spanyolnátha-rendezvénysorozat részeként debütált a belőle készült színpadi mű Bársony Júlia rendezésében és a Harmadik Hang Háza + SPN Krú előadásában Űrbe! – háromfázisú modernkori magyar dráma címmel. 2020-tól a Corvina Kiadó műszaki vezetője.
2018 óta komolyabban foglalkozik fotográfiával, 2019-ben a Focus Oktatóközpontban fotográfus és fotótermék-kereskedő szakképesítést szerez. 2019-től számos kiállításon szerepel műveivel, alkotásait több helyen díjazzák. Fotós honlapja: https://fotonfoto.hu Archiválva 2020. november 24-i dátummal a Wayback Machine-ben. Kutyájáról, Szifonról Barbély Virággal együtt vezet blogot: https://szifonov.blog Archiválva 2020. november 27-i dátummal a Wayback Machine-ben. Instagram fotós oldala: https://www.instagram.com/szifonthegriffon/. 
2020-tól a Corvina Kiadó műszaki vezetője. 
Honlapja: https://www.szekelyhidizsolt.hu/

## Művei
- Hoz (versek, Új Bekezdés, Miskolc, 1997)
- Zajtalanítás (versek, Parnasszus Új vizeken Könyvek, Budapest, 2004)
- Jega Jade – Háborúban született (regény, Kossuth Kiadó, Budapest, 2009)
- Ördöngős (Spanyolnátha Könyvek, Hernádkak, 2009)
- Űrbe! (Spanyolnátha Könyvek, Hernádkak, 2012)
- Vampomorf (versek, Spanyolnátha Könyvek, Hernádkak, 2014)
- Csurom (versek, Parnasszus P'Art Könyvek, Budapest, 2016)
- Színült (versek, Parnasszus P'Art Könyvek, Budapest, 2019)
- A kékkőkúti csillag (két kisregény, Spanyolnátha Könyvek, Hernádkak, 2020)
- Ami kék lesz (versek, Parnasszus P'Art Könyvek, Budapest, 2021)
- Jelenések (versek, Parnasszus P'Art Könyvek, Budapest, 2023)
- Pórusok (versek, Parnasszus P'Art Könyvek, Budapest, 2025)
- 111 költő – „Mindben egy arc” (verses fotóalbum, Magyar Napló, Budapest, 2025)

## Diszkográfia
- Zajtalanítás (1999)
- Of Your Eyes (2003)

SoundZcapa művésznév alatt több mint 20 kis- és nagylemez szerzője. A Jega Jade című regényhez írt közel 3 órás elektronikus zenei anyagát a Kossuth Kiadó honlapjáról sokáig ingyen le lehetett tölteni mp3 formátumban. A teljes diszkográfia elérhető a https://soundzcapa.bandcamp.com/ oldalon. 

## Díjai
- Az 1995-ös Miskolci Tavaszi Diáknapok különdíjasa (1995)
- Junior Parnasszus-díj (2007)
- a Kossuth Kiadó regénypályázatának első helyezettje (megosztva Zöllner Marcellal, a kötet grafikáinak készítőjével, 2008)
- Az Irodalmi Jelen Összművészeti Alkotási Díja (költő, író, fotográfus kategóriában, 2023)